# Uperoleia inundata
Espèce
Statut de conservation UICN

 LC  : Préoccupation mineure
Uperoleia inundata est une espèce d'amphibiens de la famille des Myobatrachidae.

## Répartition
Cette espèce est endémique des régions côtières du Nord du Territoire du Nord en Australie. Son aire de répartition couvre environ 162 300 km2.

## Publication originale
- Tyler, Davies & Martin, 1981 : Australian frogs of the leptodactylid genus Uperoleia Gray. Australian Journal of Zoology, Supplemental Series, vol. 29, no 79, p. 1-64.